# Я вам покажу!
«Я вам покажу!» (нем. Euch werd ich’s zeigen) — детский фильм 1972 года производства 
ГДР, снятый режиссёром Рольфом Лозански.

## Сюжет
Тринадцатилетний Бернд переезжает с родителями из Ростока в небольшой городок Фихтенхайниген. На новом месте он быстро заводит дружбу со своей
новой одноклассницей Дорис, которая взяла шефство над новичком в классе. Дружба с девчонкой вызывает насмешки со стороны новых одноклассников, что приводит
к конфликту Бернда и Ролле. Отец Дорис, тренер по дзюдо, приглашает Бернда на тренировку в спортивный зал. После последних насмешек одноклассников Бернд, проявив способности, всерьёз решил заниматься дзюдо. Однако, его родители не подписывают необходимое для этого согласие, посчитав, что дзюдо станет для сына таким же мимолётным увлечением, как и все предыдущие, от которых он быстро уставал.
Бернд продолжает ходить на тренировки в спортивный зал. Он копит деньги на собственное кимоно, зарабатывая их, доставляя рано утром молоко и булочки женщинам
в районе. После того как Дорис рассказала Ролли и Шрайеру о том, что Бернд занимается дзюдо, они проявляют интерес к искусству и записываются на секцию.
Продолжая заниматься дзюдо, Бернд достигает серьёзных результатов и готовится своему первому экзамену на степень кю, который в случае успеха принесет ему желтый пояс. Однако для этого ему необходимо подписанное согласие родителей. Бернд подделывает подпись отца и приносит документ тренеру. Мальчик успешно сдаёт экзамен и получает жёлтый пояс.
Вскоре у команды состоится первое соревнование, которое продлится два дня. Тем временем отец Бернда узнаёт от своего сослуживца о том, что Бернд вместе с
его сыном занимается дзюдо. Отец пытается дать сыну возможность рассказать о тренировках, но Бернд молчит. Во время поединка Бернд, тайно участвующий в
соревнованиях, увидев в зале своего отца, терпит неудачу. Познакомившись с тренером Бернда, отец восхищается успехами сына и готов подписать заявление.
В свою очередь тренер, узнав о том, что Бернд подделал подпись, отстраняет его от дальнейших соревнований. После того как Бернд рассказал всю правду своим
родителям, в их доме воцаряется наряжённая атмосфера. Отец даёт возможность сыну самому исправить ситуацию и в итоге ставит свою подпись. Через неделю
Бернд приходит в спортзал и просит прощения у тренера, который разрешает ему без лжи и притворства продолжать заниматься дзюдо.

## В ролях
- Фридхельм Барк — Бернд Гебке
- Франк Вуттиг — Шрайер
- Кармен Пиох — Дорис Кин
- Хольгер Тойпель — Ролли
- Манфред Карге — Бенно Кин, тренер, отец Дорис
- Хельга Лабудда — мать Бернда
- Хайнц Беренс — отец Бернда
- Ангелика Валлер — учительница Кёльвель
- Бригитте Байер — мать Дорис
- Евамария Бат — госпожа Розенхайнрих
- Бруно Карстенс — капитан Фрис
- Аксель Трибель — Айсман
- Фриц Линкс — дедушка
- Эрнст Майнке — постовой
- Вольфганг Винклер — судья
- Рут Коммерель — продовщица

## Производство
Фильм был снят в 1971 году в Ростоке. Его премьера состоялась 30 июня 1972 года в кинотеатре «Люксор-Паласт» в бывшем Карл-Маркс-Штадте. Он открыл
II Летние кинодни для детей. В тот же день он вышел в кинотеатрах ГДР. 20 августа 1975 года он был впервые показан по телевидению ГДР на канале DFF 1.
Фридхельм Барк, исполнитель главной роли в фильме, увлекался дзюдо и в реальной жизни. Он начал тренироваться в этом виде спорта еще в 1966 году. В 1970 году
на «спартакиаде» Барк завоевал золотую медаль по дзюдо в детской категории А, а в 1972 году в Берлине выиграл бронзовую медаль в юношеской
категории B, выступая за свой клуб «Динамо (Шверин)». Барк защитил докторскую диссертацию и преподает в качестве доцента в университете Ростока, специализируясь на «Теории и практике спортивных движений (боевые искусства и водные виды спорта)».

## Критика
Хорст Кницш писал в газете «Neues Deutschland», что фильм DEFA «Я вам покажу!» продолжает «славные традиции в производстве детских фильмов и одновременно 
достигает нового художественного качества, что видно по чуткому способу представления и постановки, не скрывающему индивидуальность отдельных персонажей».
Фильм «выдерживает испытания жизни в своих конфликтах» и не превращает социалистическую повседневность в «гармоничную идиллию». Газета Der Morgen также похвалила фильм за реалистичное изображение родительских домов и критику родителей без дидактического поучения, что не тормозит «веселое и легкое течение» фильма. «Режиссер и сценаристы проявили большое понимание живому мальчишескому характеру, отказались от назиданий и вместо этого предпочли критически взглянуть на поведение взрослых», - писала газета «Neue Zeit», отмечая, что фильм отличается «реалистичностью, которая в немалой степени обусловлена тем, что режиссеру отлично удалось добиться того, чтобы дети-актеры вели себя очень естественно перед камерой». Эрентрауд Новотны похвалила в «Berliner Zeitung» то, как спорт включен в фильм, «что он может способствовать как развитию сюжета, так и напряжению и зрелищности». Однако, по её мнению, слабость фильма заключается в плохом творческом подходе, из-за чего отсутствует баланс «между спортивным рвением, духом соперничества, соперничеством и напряжением».
Другие критики сочли, что фильм «снят неважно» и с современной точки зрения выглядит «по старинке ангажированным и добрым…». Фильм создает гармонию «там, где на самом деле уместны были бы перемены». По мнению западногерманского портала Filmdienst, это «детский фильм DEFA, ориентированный на дружбу, а не на вражду, который по старинке сглаживает конфликты и немного включает в свой сюжет художественные второстепенные линии – историю о проданном смехе Тимма Талера». Франк-Буркхард Хабель также отметил, что фильм «несмотря на красивые художественные отрезки, игнорирует многие проблемы» и поэтому остается неважным.

## Награды
На неделе юношеского кино в Эрфурте фильм получил в 1973 году приз министра культуры, а также приз детского жюри.